# Egolzwil
Egolzwil (toponimo tedesco) è un comune svizzero di 1 624 abitanti del Canton Lucerna, nel distretto di Willisau.

## Geografia fisica
Il territorio di Egolzwil si estende sul margine settentrionale della piana paludosa del Wauwilermoos.

## Monumenti e luoghi d'interesse
- Chiesa parrocchiale cattolica del Sacro Cuore (già cappella di Sant'Antonio), eretta nel tardo Medioevo e ricostruita nel 1750 e nel 1895-1895 in stile neogotico da August Hardegger[3].

## Società

### Evoluzione demografica
L'evoluzione demografica è riportata nella seguente tabella:
Abitanti censiti

## Economia
L'economia locale si basa prevalentemente sui settori secondario e terziario.